# Chavannes, Drôme
Chavannes är en kommun i departementet Drôme i regionen Auvergne-Rhône-Alpes i sydöstra Frankrike. Kommunen ligger i kantonen Saint-Donat-sur-l'Herbasse som tillhör arrondissementet Valence. År 2022 hade Chavannes 770 invånare.

## Befolkningsutveckling
Antalet invånare i kommunen Chavannes
Referens:INSEE